# البدع (تريم)

تعديل مصدري - تعديل

البدع هي إحدى قرى عزلة تريم بمديرية تريم التابعة لمحافظة حضرموت، بلغ تعداد سكانها 311 نسمة حسب تعداد اليمن لعام 2004.